# Pittosporum brevispinum
Pittosporum brevispinum är en tvåhjärtbladig växtart som beskrevs av J.-m. Veillon och C. Tirel. Pittosporum brevispinum ingår i släktet Pittosporum och familjen Pittosporaceae. Inga underarter finns listade.